# 朴珉基
朴 珉基（パク・ミンギ、朝鮮語: 박민기、1912年3月20日 - 2005年4月9日）は、大韓民国の官僚、政治家。第2・5代韓国国会議員。
本貫は密陽朴氏。号は一愚。

## 経歴
全南和順郡和順邑出身。和順公立普通学校（現・和順初等学校）卒。和順金融組合長を経て、光復後は大韓独立促成国民会和順郡支部総務委員、大韓国民会和順郡支部事務局長、和順中学校後援会長、民主党中央委員・全南道党和順地区党委員長・全南道党臨時執行部副委員長・中央党中央委員会常任委員・企画委員会財政部長、農業銀行発起人、民衆党中央常務委員会常務委員、3選改憲反対汎国民闘争委員会発起人、民主回復国民会議全南道支部常任委員、光州・全南地域松竹会会長、独立志士芝江梁漢黙先生顕彰事業推進委員会会長などを務めた。1950年の第2代総選挙では無所属の候補として、30代で当選した。1960年の第5代総選挙では民主党の候補として当選し、民主党新派として3・15不正選挙の元凶および不正蓄財者の処罰、反民主行為者の公民権制限などに関する特別法を共同提案した。1961年5月4日に張勉政権の商工部次官に任命されたが、まもなく発生した5・16軍事クーデターにより失職した。1971年に尹潽善・張俊河らが率いる国民党の創設に参加し、政務委員兼運営委員を務めたが、同年の第8代総選挙で落選した。1987年に4・13護憲措置撤回前・現職国会議員声明に参加した。1996年に地域松竹会会長として金載圭の再評価と復権を要求した。
2005年4月9日、老衰により死去。享年94。死後は5・18国立墓地に埋葬された。